# علی‌آباد پیرشمس‌الدین
 علی‌آباد پیرشمس‌الدین، روستایی از توابع بخش مرکزی شهرستان اسدآباد در استان همدان ایران است.

## جمعیت
این روستا در دهستان جلگه قرار دارد و براساس سرشماری مرکز آمار ایران در سال ۱۳۹۵، جمعیت آن ۸۵ نفر (۲۵خانوار) بوده است.